# Bono de prenda

## Bono de prenda
El Bono de Prenda es un documento financiero que acredita el vínculo o la existencia de un crédito prendario sobre las mercancías o los bienes indicados en el Certificado de Depósito al que el Bono de Prenda está adherido. Con base en el Artículo 11 de la Ley General de Organizaciones y Actividades Auxiliares del Crédito el bono o bonos expedidos podrán ir adheridos al certificado o separados de él.